# Delias pasithoe
Delias pasithoe är en fjärilsart som först beskrevs av Carl von Linné 1758.  Delias pasithoe ingår i släktet Delias och familjen vitfjärilar. Inga underarter finns listade i Catalogue of Life.

## Bildgalleri

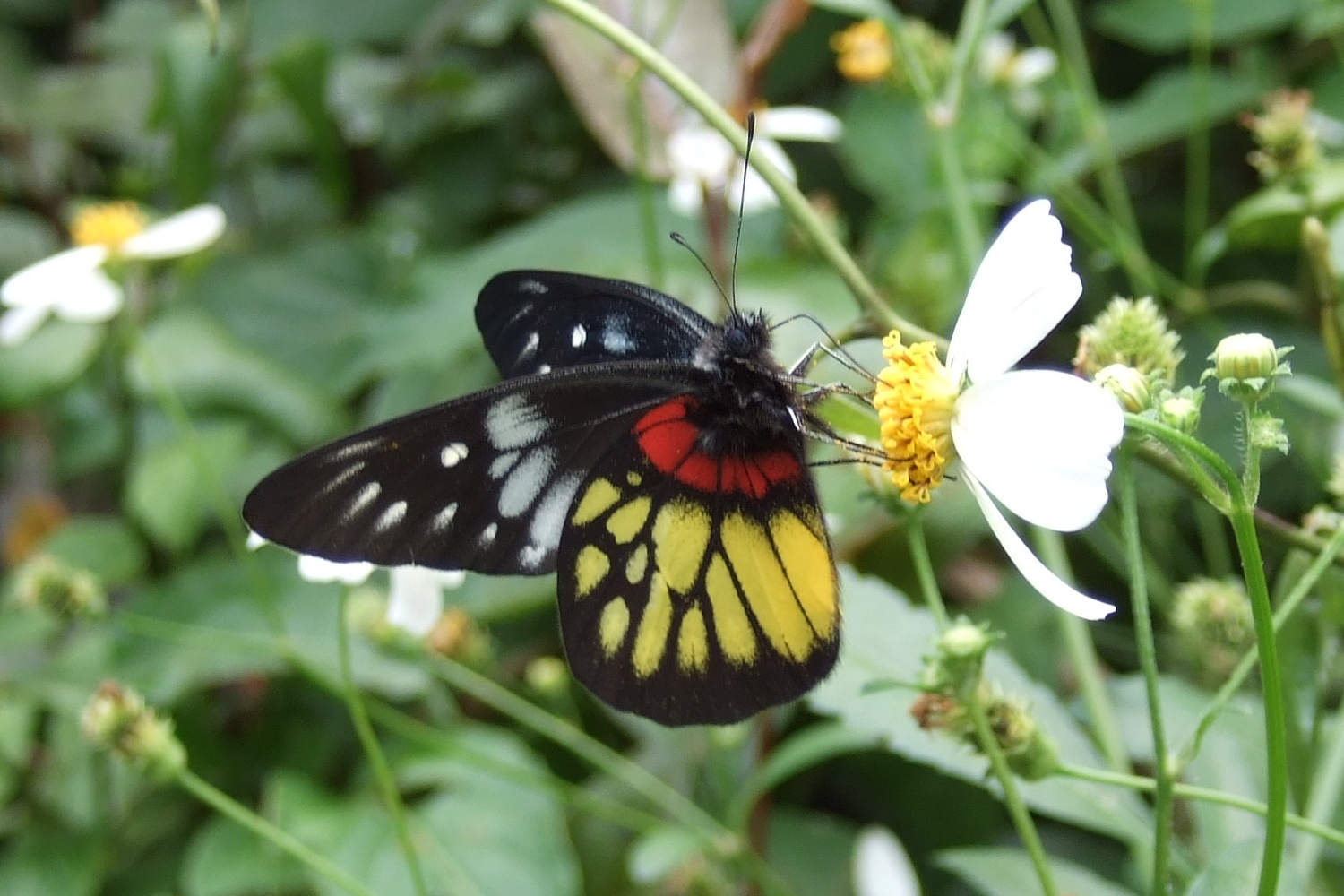